# Убиство Алисон Паркер и Адама Ворда
Убиство Алисон Паркер и Адама Ворда, запосленика телевизије WDBJ у Раоноку, Вирџинија, САД, десило се 26. августа 2015. код Тржног центра Бриџвотер плаза у градићу Монета, на језеру Смит Маунтин Лејк. Жртве, новинарка Алисон Паркер (24) и камерман Адам Ворд (27), нападнути су ватреним оружјем током интервјуисања Вики Гарднер, извршног директора локалне трговинске коморе, које је емитовано уживо. У нападу су настрадали Паркерова и Ворд, док је Гарднерова преживела.
За убиство је осумњичен 41-годишњи Вестер Ли Фланаган II, познат под псеудонимом Брајс Вилијамс, бивши извештач телевизије WDBJ, са које је отпуштен 2013. године због реметилачког понашања. Бежећи од полицијске потере, која је трајала готово пет сати, нанео је себи повреду од које је преминуо у болници Ајнова Ферфакс.

## Жртве
- Алисон Паркер (19. август 1991 – 26. август 2015) одрасла је у Мартинсвилу, Вирџинија, а похађала Општински колегијум Патрик Хенри и Универзитет Џејмс Медисон. Запослила се на телевизији WDBJ 2014. као дописник јутарњег програма. Била је у вези са Крисом Херстом, презентером вечењих вести, код ког се преселила уочи свог убиства. Забављали су се девет месеци.
- Адам Ворд (10. мај 1988 – 26. август 2015) одрастао је у Сејлему, Вирџинија, а дипломирао комуникације и медијске студије на Универзитету Вирџинија Тек 2011. Радио је на телевизији од јула 2011 као сниматељ а повремено и као спортски извештач. Био је верен за продуцента WDBJ Мелису От, која је на дан његовог убиства напуштала WDBJ с намером да се запосли на телевизији WSOC у Шарлоту, Северна Каролина.
- Вики Гарденер, пореклом из Јунион Спрингса, Њујорк, изврши директор Регионалне трговинске коморе Смит Маунтин Лејк од 2002. рањена је у леђа. После хируршког захвата, којим су јој одстрањени један бубрег и део дебелог црева, пуштена је из болнице 8. септембра.